# Karl Adolf von Huss

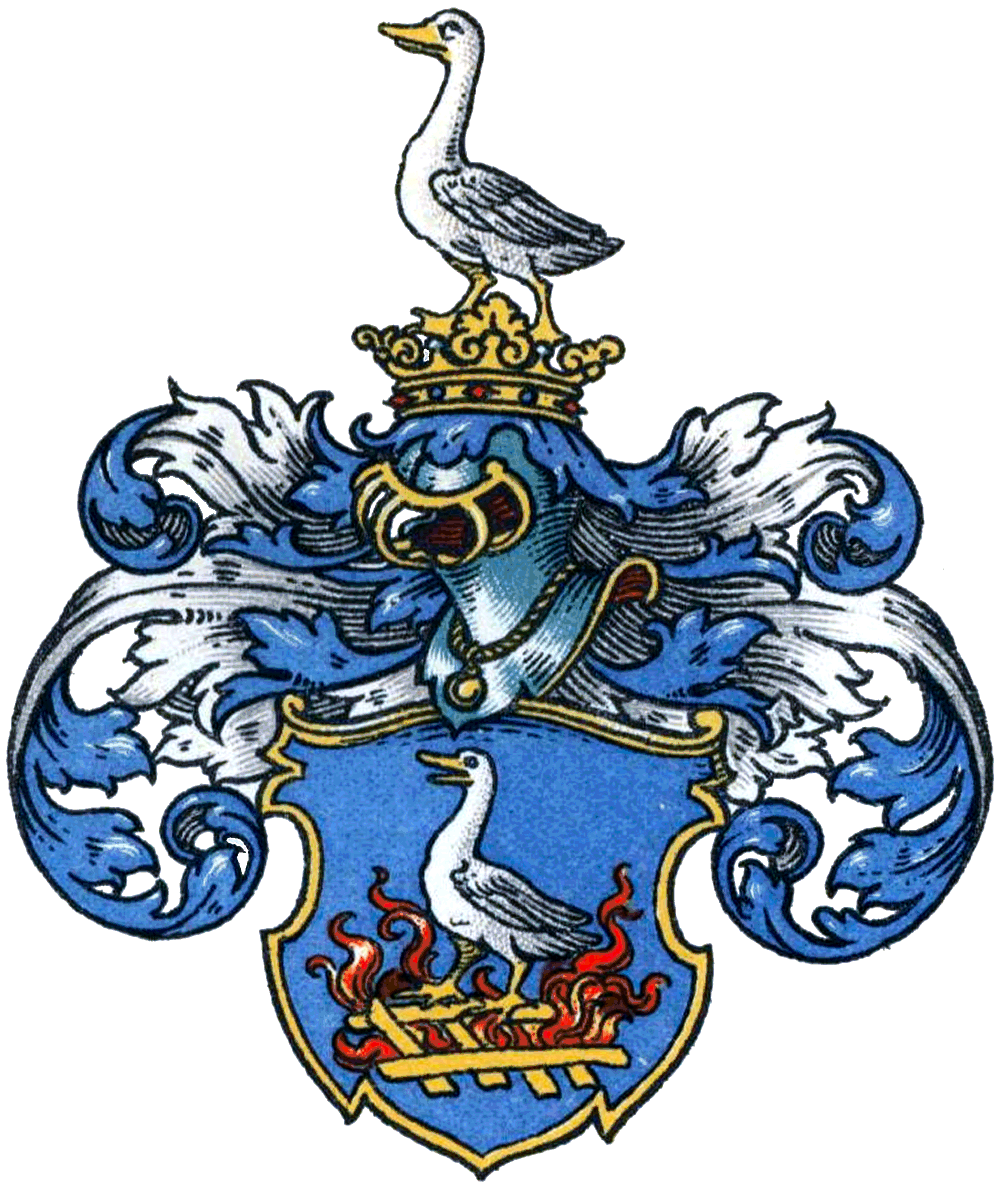
Wappen derer von Huss

Karl Adolph von Huss († 15. September 1743) war ein preußischer Legationssekretär, Kammerrat und Stadtpräsident Magdeburg.

## Familie
Karl Adolf Huss war ein Sohn des Regierungsrats in Minden Mattias Wilhelm Huss († 1681). Gemeinsam mit seinen Brüdern Johann Helfreich von Huss, Regierungsrat in Minden und Gustav Adolph von Huss wurde er am 27. November 1702 in den preußischen Adelsstand nobilitiert. Er zählt damit zu den Stiftern der Adelsfamilie von Huss.
Huss vermählte sich 1698 mit Sibylla Ursula von Mieg (1671–1701), einer Tochter des brandenburgischen Hofkammer- und Ravensburger Apellations-Gerichtsrat Carl von Mieg (1633–1684) und Enkelin des fürstlich sachsen-magdeburgischen Geheimrats Johann Georg Reinhardt (1606–1672). Über ihre Schwester Karoline-Maria von Mieg war er der Schwager des königlich preußischen Generalleutnants der Kavallerie Andreas Reveillas du Veyne († 1726). Aus der Ehe gingen mindestens zwei Töchter und ein Sohn hervor:
1. Marie Sibylle von Huss, (1699–1768), ⚭ 1717 Peter du Moulin (1681–1756), königlich preußischer General der Infanterie[2]
2. Charlotte Sophie von Huss, (1701–1764), ⚭ Christoph Ludwig von Stille (1696–1752), königlich preußischer Generalmajor[3]
3. Carl Otto von Huss (1708–1742), königlich preußischer Obergerichtsrat[4]

Der Stadtdirektor von Minden in den Jahren 1730 bis 1733, Thomas Heinrich von Huss (1702–1774), war sein Neffe.

## Leben
1792 war Huss Legationssekretär in Wien und bekleidete dann ab 1698 die Stellung eines außerordentlichen Kammerrats im Herzogtum Magdeburg. Er erhielt am 29. November 1700 das Bürgerrecht in Halle (Saale). 1706 wurde er Kammergerichtsrat. Huss kaufte 1709 den Gasthof „Zum goldenen Ring“, Breiter Weg 150 in Magdeburg für 5.000 Taler, den er bis 1725 besaß. 1719 avancierte er zum Geheimer Rat und 1738 zum Chef des Magistrats der Altstadt Magdeburg.
Sein Name ist auf der Ratsschulglocke von 1725 verewigt.